# Eugène Frouhins
Eugène Frouhins est un acteur français né Eugène Frouin le 9 mai 1888 à Estang (Gers) et mort le 29 mai 1966 à Paris 20e.

## Filmographie
- 1935 : Fanfare d'amour de Richard Pottier
- 1937 : La Bête aux sept manteaux de Jean de Limur
- 1939 : Quartier sans soleil de Dimitri Kirsanoff
- 1940 : Chantons quand même de Pierre Caron
- 1941 : Chèque au porteur de Jean Boyer
- 1941 : L'Intrigante d'Émile Couzinet - Villegouge
- 1942 : Fièvres de Jean Delannoy - Le cabotin
- 1942 : L'Âge d'or de Jean de Limur
- 1942 : Annette et la dame blonde de Jean Dréville
- 1942 : Vie privée, de Walter Kapps - Un ami de Rémi
- 1942 : Signé illisible de Christian Chamborant - Le jardinier
- 1942 : Andorra ou les hommes d'airain d'Émile Couzinet - Un contrebandier
- 1942 : Huit hommes dans un château de Richard Pottier - Le jardinier
- 1942 : Haut-le-Vent de Jacques de Baroncelli
- 1943 : L'Inévitable Monsieur Dubois de Pierre Billon - Le garçon de café
- 1943 : Feu Nicolas de Jacques Houssin - Un enquêteur
- 1943 : La Ferme aux loups de Richard Pottier - M. Espérandieu
- 1944 : Cécile est morte de Maurice Tourneur - Le serrurier
- 1944 : Le Carrefour des enfants perdus de Léo Joannon - Un gendarme
- 1945 : Ils étaient cinq permissionnaires de Pierre Caron - Le pharmacien
- 1946 : Le Dernier Sou d'André Cayatte - L'acheteur de cinéma
- 1946 : Le Pays sans étoiles de Georges Lacombe
- 1946 : Impasse de Pierre Dard
- 1946 : La Foire aux chimères de Pierre Chenal - Le domestique
- 1946 : Martin Roumagnac de Georges Lacombe - Un ouvrier
- 1947 : Monsieur chasse de Willy Rozier - Cornuchet
- 1947 : Plume la poule de Walter Kapps
- 1947 : Le Charcutier de Machonville de Vicky Ivernel - Sussebran
- 1948 : Mort ou vif de Jean Tedesco :  - Le brigadier
- 1949 : Fantômas contre Fantômas de Robert Vernay - Le brigadier
- 1949 : Le Secret de Mayerling de Jean Delannoy
- 1949 : La vie est un rêve de Jacques Séverac - Le brigadier
- 1949 : Le Bout de la route de Émile Couzinet - Arsène
- 1950 : Mon ami Sainfoin de Marc-Gilbert Sauvajon - Le paysan
- 1951 : Le Voyage en Amérique de Henri Lavorel - L'huissier
- 1953 : La Route Napoléon de Jean Delannoy - Un employé

## Théâtre
- 1947 : Mort ou vif de Max Régnier, mise en scène Christian-Gérard, Théâtre de l'Étoile
- 1948 : Maître après Dieu de Jan de Hartog, mise en scène Jean Mercure, Théâtre Verlaine
- 1952-1953 : Sur la terre comme au ciel de Fritz Hochwälder, mise en scène Jean Mercure, Théâtre des Célestins